# Jesper Tollefsen
Jesper Tollefsen (født 27. januar 1971) er en dansk fodboldtræner, der senest var træner for Aarhus Fremad i 2. division.

## Klubber som træner
- 2000-2001: Assistenttræner i AGF
- 2001-2003: FC Aarhus
- 2003-2004: FC Hjørring
- 2005-2007: Assistenttræner i AGF
- 2005: Midlertidig cheftræner i AGF (med Brian Steen Nielsen)
- 2007: Íþróttafélagið Leiknir
- 2007-2008: Knattspyrnufélagið Víkingur
- 2009-2011: Lolland-Falster Alliancen
- 2011-2013 : FC Fyn
- 2013-2014: Aarhus Fremad[1]